# 4994 Kisala
4994 Kisala este un asteroid din centura principală, descoperit pe 1 septembrie 1983 de Henri Debehogne.